# Гансон, Владимир Александрович
Владимир Александрович Гансон (11 июня 1924 — 27 ноября 2016) — советский и российский энтомолог, лепидоптеролог и коллекционер, председатель подсекции энтомологии Московского общества испытателей природы, член Русского энтомологического общества. Заслуженный тренер СССР по фехтованию (1991).

## Биография
Во время Великой Отечественной войны был командиром зенитного орудийного расчета. Награждён орденом Красной Звезды за участие в штурме Риги. Закончил войну под Кёнигсбергом. В последний год армейской службы участвовал в театральной самодеятельности. Вернувшись в Москву, поступил в школу Камерного театра, в которой играл три года до закрытия театра, а затем занялся фехтованием.
После окончания вуза уехал в Самарканд по направлению в качестве заведующего кафедрой местного сельскохозяйственного института. В 1956 году вернулся в Москву.

## Энтомология
Увлечение бабочками возникло в детстве. В 1937 году в подмосковном Михневе этому поспособствовал его двоюродный брат. Здесь же Гансон подружился с соседским мальчиком — Георгием Горностаевым, также увлекавшимся коллекционированием бабочек и впоследствии ставшим знаменитым энтомологом, кандидатом биологических наук, доцентом кафедры энтомологии биологического факультета МГУ им. М. В. Ломоносова. Так начала формироваться его первая коллекция бабочек.
После Великой Отечественной войны география сборов бабочек значительно расширилась. Он занимался изучением фауны и систематики чешуекрылых Палеарктики, преимущественно Rhopalocera с территории всего бывшего СССР. Был одним из учеников и ближайших коллег Анатолия Цветаева.
Являлся крупнейшим специалистом по систематике палеарктических бабочек группы Rhopalocera, преимущественно семейства Pieridae (в том числе рода Colias).
Был иллюстратором ряда энтомологических печатных изданий, в том числе цветных иллюстраций чешуекрылых в определителе насекомых СССР Г. Н. Горностаева.
Принимал участие в целом ряде экспедиций по сбору чешуекрылых в различных районах бывшего СССР, включая Среднюю Азию: Гиссарский хребет, Туркестанский хребет, Западный Памир, Киргизский хребет, ущелье Шамси и др. В этих экспедициях его часто сопровождала супруга — Елена Викторовна, также увлекавшаяся сбором бабочек и помогавшая мужу собирать энтомологическую коллекцию.
Был владельцем крупной и одной из наиболее полных частных коллекций бабочек, обитающих на территории бывшего СССР, и бабочек мира, включающей многие типовые экземпляры. Коллекция Гансона охватывает все семейства бабочек, кроме Noctuidae и Geometridae.

## В спорте
Как спортсмен становился  чемпионом Узбекистана по шпаге и по рапире, выиграл неофициальное первенство республики по сабле.
Являлся заслуженным тренером СССР по фехтованию, членом президиума и вице-президентом Российской федерации фехтования. Принимал участие в подготовке чемпионов мира по рапире — Виталия Логвина, Валерия Лукьянченко и Бориса Фоменко. Был тренером сборной Индонезии. Также работал государственным тренером сборных СССР и России. Являлся одним из основателей ДЮСШ по фехтованию «Буревестник» (сейчас — «Юность Москвы»).
Являлся судьей международной категории, неоднократно принимавшим участие в судействе чемпионатов мира по фехтованию. Заслуженный работник физической культуры (2000).

## Семья
- Жена — Гришина Елена Викторовна (1946—2003).
  - Сын — Гансон Владимир Владимирович (1978 г. р.).
    - Внук — Гансон Роман Владимирович (1998 г. р.).
    - Внук — Гансон Александр Владимирович (2018 г. р.).

## Названные в честь него таксоны
В честь Гансона названы некоторые виды бабочек, например медведица Гансона (Tajigyna gansoni Dubatolov, 1990)

## Основные труды
- Гансон В. А., Тарасов Е. А., Каабак Л. В., 1990: Parnassius autocrator с Памира.- Докл. МОИП 1988: 26-27.